# توماس س. فلمنج
توماس س. فلمنج (بالإنجليزية: Thomas C. Fleming)‏ هو محرر أمريكي، ولد في 29 نوفمبر 1907، وتوفي في 21 نوفمبر 2006.